# وزارت فرهنگ (سوریه)
وزارت فرهنگ (به عربی: وزارة الثقافة) یک نهاد وزارتی در سوریه است که به مسائل فرهنگی مرتبط با سوریه می‌پردازد.

## متصدیان ریاست وزارت فرهنگ
- نجاح عطار (۱۹۷۶–۲۰۰۰)
- مها قانوت (۲۰۰۰ – ۱۳ دسامبر ۲۰۰۱)
- نجوا قصاب حسن (۱۳ دسامبر ۲۰۰۱ – ۱۰ سپتامبر ۲۰۰۳)
- محمد السید (۱۰ سپتامبر ۲۰۰۳ – ۲۱ فوریه ۲۰۰۶)
- ریاض نعسان آغا (۲۱ فوریه ۲۰۰۶ – ۳ اکتبر ۲۰۱۰)
- ریاض عصمت (۳ اکتبر ۲۰۱۰ – ۲۳ ژوئن ۲۰۱۲)[۱]
- لبنانه مشوح (۲۳ ژوئن ۲۰۱۲ – ۲۷ اوت ۲۰۱۴)[۲]
- عصام خلیل (۲۷ اوت ۲۰۱۴ - تاکنون)[۳]